# میدان اسلون

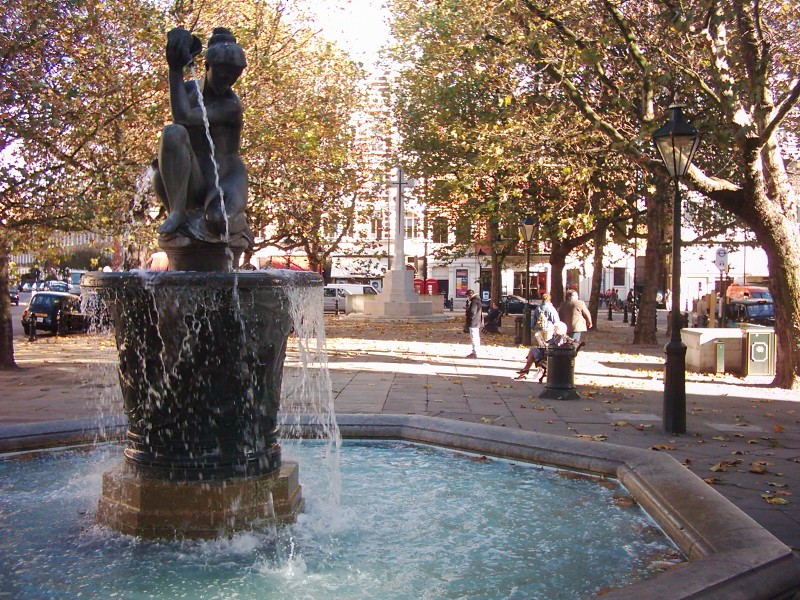
Fountain in Sloane Square.

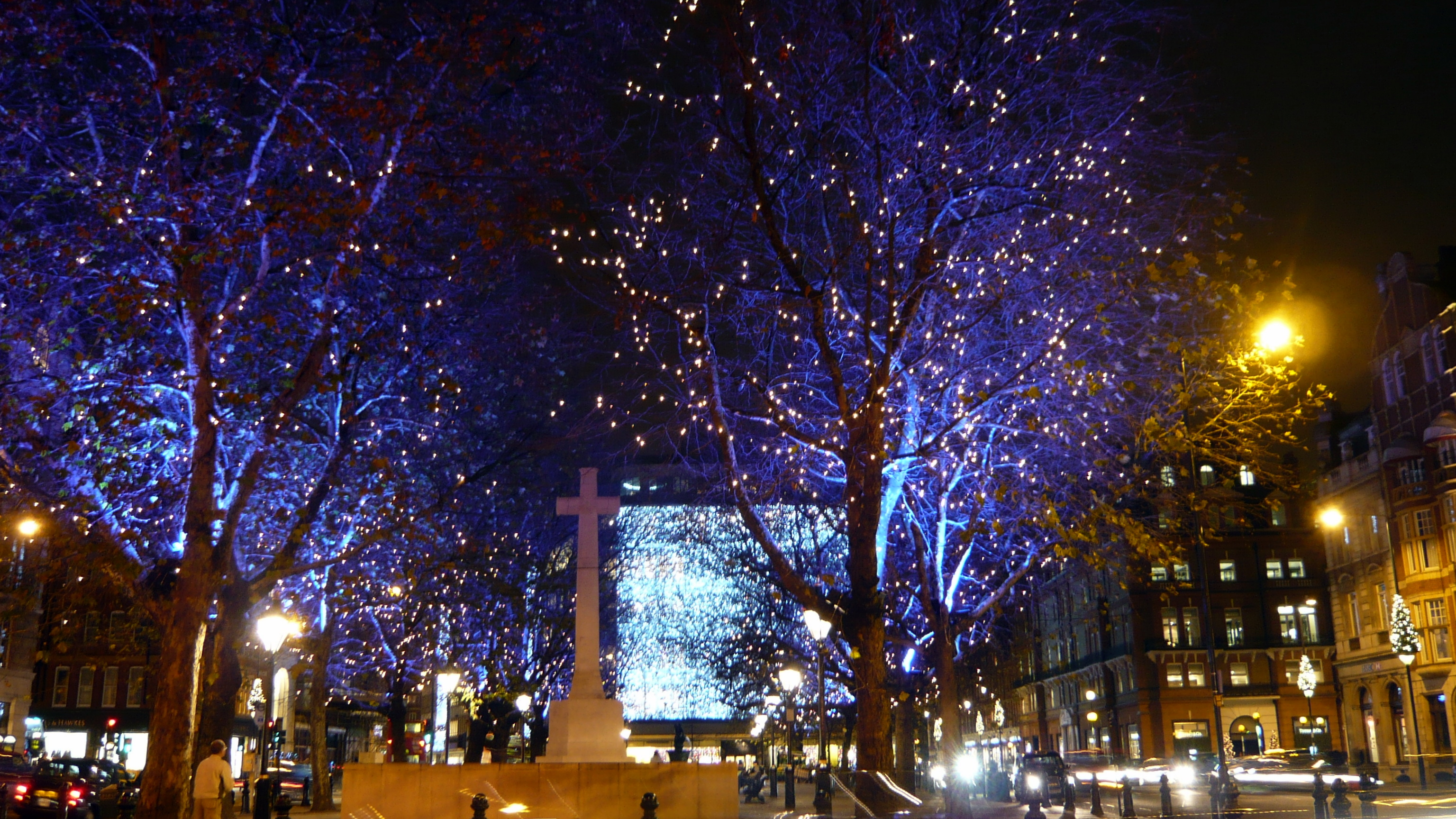
Christmas lights in Sloane Square.

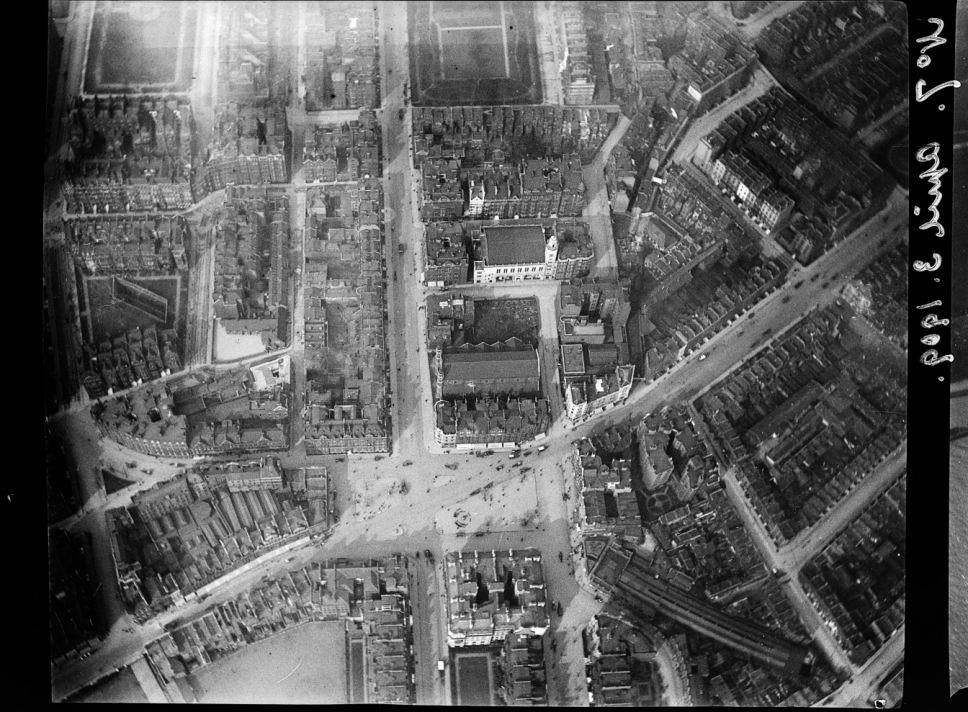
Bird's Eye Picture of Sloane Square in 1909

میدان اسلون (انگلیسی: Sloane Square) یکی از میدان‌های لندن مرکزی است که در منطقه سلطنتی کنزینگتون و چلسی قرار دارد.
خیابان‌های کینگز رود (غرب و شرق)، خیابان اسلون (شمال) و خیابان چلسی بریج (جنوب) به این میدان متصل می‌شود، ایستگاه متروی میدان اسلون که بخشی از خط ناحیه و سیرکل می‌باشد و تئاتر رویال کورت در این میدان اسلون قرار دارد.